# Lasia coronata
Lasia coronata là một loài Rêu trong họ Leptodontaceae. Loài này được (Mont.) Müll. Hal. mô tả khoa học đầu tiên năm 1879.